# Joachim Joseph Levasseur de Neuilly
Pour les articles homonymes, voir Levasseur.
Pour les articles homonymes, voir Neuilly.
Joachim Joseph Levasseur de Neuilly, né le 17 mars 1743 à Maisnières (Somme), mort le 6 avril 1808 dans la région du Banat roumain, est un général de brigade de la Révolution française.

## États de service
Il entre en service en 1758 et il devient sous-lieutenant en 1765, au régiment Colonel-Général dragons.
Le 23 novembre 1791, il est nommé colonel commandant le 5e régiment de cavalerie puis il prend la tête du 10e régiment de dragons le 5 février 1792.
Il est promu maréchal de camp provisoire le 30 septembre 1792 à l'armée des Ardennes et il est confirmé dans son grade le 3 mars 1793. Le 28 mars 1793, il commande la ville de Condé-sur-l'Escaut, nomination prononcé par le général Charles François Dumouriez, commandant l'Armée du Nord, et le 5 avril 1793 il suit son général lors de son exil en Autriche.
Le 1er juin 1793, il se met au service des Autrichiens.
Il meurt le 6 avril 1808, en Roumanie.

## Sources
- (en) « Generals Who Served in the French Army during the Period 1789-1814 : Eberle to Exelmans » (consulté le 14 septembre 2019).
- (pl) « Napoléon.org.pl ».
- Côte S.H.A.T. : 8 YD 31.